# Bad (песня Давида Гетта и Showtek)
«Bad» (стилизованно «BAD!») — песня французского музыкального продюсера и диджея Давида Гетта и голландского дуэта Showtek, при участии австралийской певицы Vassy. Она была выпущена 17 марта 2014 года в качестве сингла из делюкс-издания альбома Гетта, Listen. Авторами и продюсерами выступили Гетта, Showtek, Sultan & Shepard и Мануэль Ройтер, со-авторами — Джорджио Туинфорт, Оссама Аль Сарраф, Vassy и Ник Турпин. Песня достигла 22-го мечтав чарте UK Singles Chart. С тех пор эта композиция попадала в чарты в Финляндии и Норвегии. Голос Vassy изменён Auto-Tune; отзывы критиковали эффекты, применённые к вокалу.

## Лирик-видео
Лирическое видео есть на YouTube-канале Гетта и на аккаунте Vevo. Оно вышло 10 апреля 2014 года.
Всё начинается с того, что девушка сражается с зомби, а зомби танцуют как в клипе на песню на Майкла Джексона «Thriller». Внезапно она влюбляется в одного из зомби, который подходит к ней, и они сбегают от военных, которые преследуют их.

## Отзывы критиков
Майк Васс из Idolator написал: «Более грубый электро-хаусный звук „Bad“, возможно, признак того, что хитмейкер отходит от коммерческого танцевального звучания своего последнего LP. Бывший хардстайл-дуэт Showtek гарантирует, что ритмы идут гуще и быстрее, чем когда-либо, а австралийская танцевальная дива Vassy обеспечивает мгновенно запоминающийся хук — хотя и в сильно изменённом голосе».

## Список композиций
| №  | Название                               | Длительность |
| -- | -------------------------------------- | ------------ |
| 1. | «Bad» (featuring Vassy) (extended mix) | 4:30         |

| №  | Название                             | Длительность |
| -- | ------------------------------------ | ------------ |
| 1. | «Bad» (featuring Vassy) (radio edit) | 2:50         |

## Чарты
| Чарт (2014)                                | Высшая позиция |
| ------------------------------------------ | -------------- |
| Австралия (ARIA)                           | 5              |
| Australia Dance (ARIA)                     | 1              |
| Австрия (Ö3 Austria Top 40)                | 15             |
| Бельгия/Фландрия (Ultratop 50)             | 12             |
| Бельгия/Валлония (Ultratop 50)             | 16             |
| Канада (Billboard Canadian Hot 100)        | 20             |
| Colombia (National-Report)                 | 23             |
| Чехия (Rádio — Top 100)                    | 49             |
| Чехия (Singles Digitál Top 100)            | 2              |
| Дания (Tracklisten)                        | 12             |
| Финляндия (Suomen virallinen lista)        | 1              |
| Франция (SNEP)                             | 6              |
| Германия (GfK)                             | 19             |
| Венгрия (Dance Top 40)                     | 3              |
| Венгрия (Single Top 40)                    | 5              |
| Ирландия (IRMA)                            | 33             |
| Italy (Dance Club Chart Top 50)            | 2              |
| Mexico Anglo (Monitor Latino)              | 4              |
| Нидерланды (Dutch Top 40)                  | 13             |
| Нидерланды (Single Top 100)                | 13             |
| Новая Зеландия (Recorded Music NZ)         | 25             |
| Норвегия (VG-lista)                        | 1              |
| Польша (Dance Top 50)                      | 3              |
| South Korea (Gaon International)           | 1              |
| Шотландия (OCC Scotland)                   | 8              |
| Словакия (Rádio — Top 100)                 | 42             |
| Словакия (Singles Digitál Top 100)         | 6              |
| Испания (PROMUSICAE)                       | 42             |
| Швеция (Sverigetopplistan)                 | 2              |
| Швейцария (Schweizer Hitparade)            | 28             |
| Великобритания (OCC UK Dance)              | 8              |
| Великобритания (OCC UK Singles)            | 22             |
| США (Billboard Bubbling Under Hot 100)     | 13             |
| США (Billboard Dance Club Songs)           | 31             |
| США (Billboard Hot Dance/Electronic Songs) | 11             |

| Чарт (2014)                               | Позиция |
| ----------------------------------------- | ------- |
| Australia (ARIA)                          | 59      |
| Austria (Ö3 Austria Top 40)               | 46      |
| Belgium (Ultratop Flanders)               | 36      |
| Belgium (Ultratop Wallonia)               | 51      |
| Denmark (Tracklisten)                     | 22      |
| France (SNEP)                             | 60      |
| Germany (Official German Charts)          | 55      |
| Hungary (Dance Top 40)                    | 17      |
| Hungary (Single Top 40)                   | 54      |
| Italy (FIMI)                              | 62      |
| Netherlands (Dutch Top 40)                | 49      |
| Netherlands (Single Top 100)              | 41      |
| Sweden (Sverigetopplistan)                | 5       |
| US Hot Dance/Electronic Songs (Billboard) | 24      |

| Чарт (2015)            | Позиция |
| ---------------------- | ------- |
| Hungary (Dance Top 40) | 82      |

## Сертификации
| Регион | Сертификация  | Продажи   |
| --- | ------------- | --------- |
| Австралия (ARIA) | 2× Платиновый | 140 000^  |
| Канада (Music Canada) | Золотой       | 40 000*   |
| Италия (FIMI) | Платиновый    | 30 000    |
| Мексика (AMPROFON) | Платиновый    | 60 000*   |
| Новая Зеландия (RMNZ) | Золотой       | 7500*     |
| Польша (ZPAV) | Золотой       | 25 000    |
| Испания (PROMUSICAE) | Платиновый    | 40 000    |
| Швеция (GLF) | 5× Платиновый | 200 000   |
| Великобритания (BPI) | Золотой       | 400 000   |
| США (RIAA) | Платиновый    | 1 000 000 |
| Стриминг |               |           |
| Дания (IFPI Danmark) | 2× Платиновый | 5 200 000 |
| Испания (PROMUSICAE) | Платиновый    | 8 000 000 |
| * Данные о продажах приведены только на основе сертификации. · ^ Данные о тиражах приведены только на основе сертификации. · Данные о продажах + прослушиваниях приведены только на основе сертификации. · Данные только о прослушиваниях приведены на основе сертификации. |               |           |